# Viktad graf
En viktad graf är en graf där varje kant mellan två hörn har en associerad vikt. 

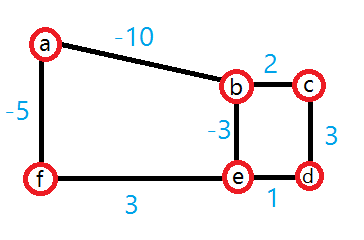
En graf bestående av ett antal hörn och kanter. Varje kant har tilldelats en vikt, i detta fall ett banalt heltal.

## Negativa vikter
En viktad graf kan i vissa sammanhang tilldelas negativa vikter.